# Calibre (instrumento)

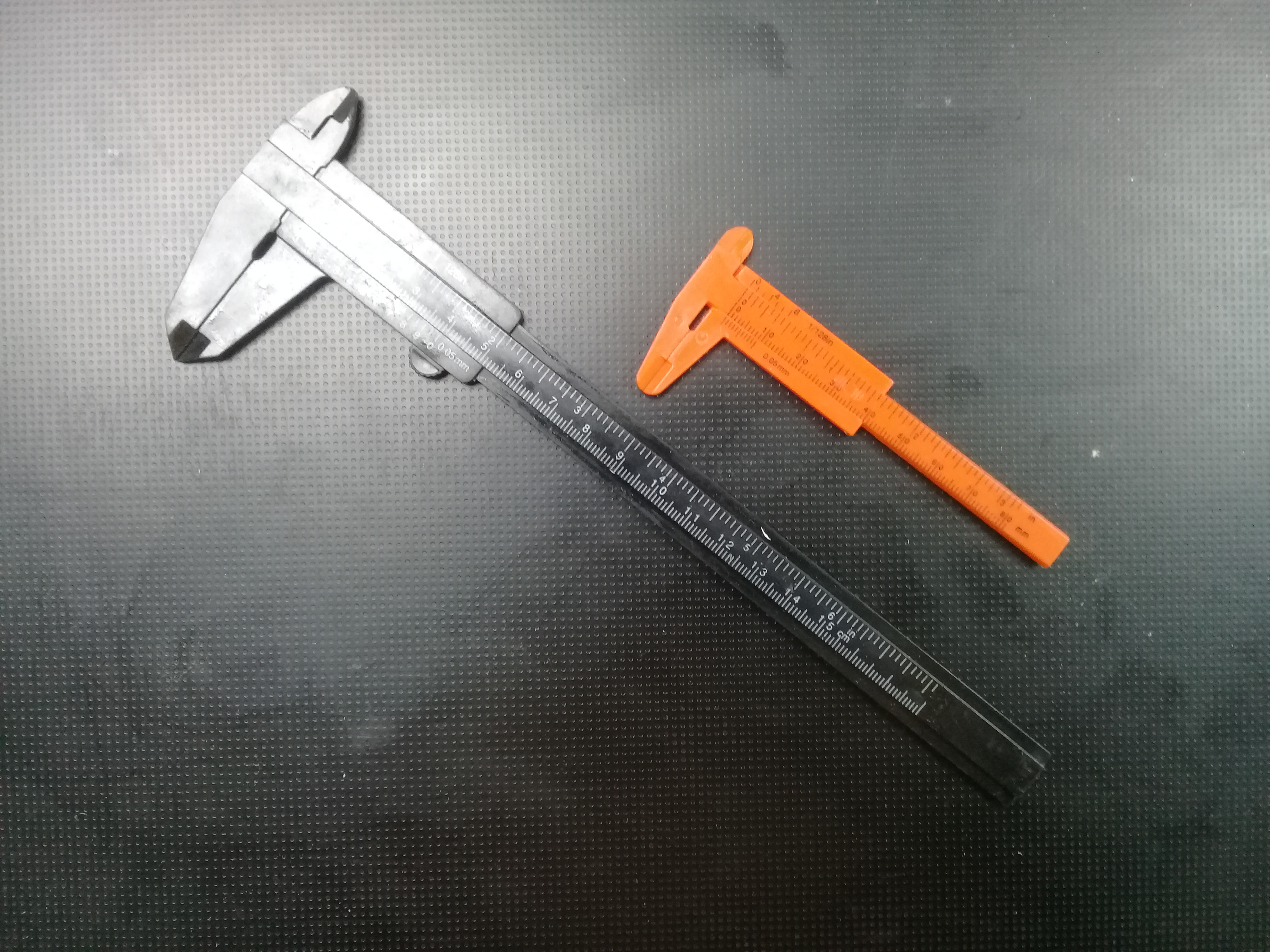
Calibradores Vernier o los llamados pie de rey.

El calibre (también denominado vernier, cartabón de corredera, pie de metro o pie de rey) es un instrumento de medición, principalmente de diámetros exteriores, interiores y profundidades, utilizado en el ámbito industrial. El vernier es una escala auxiliar que se desliza a lo largo de una escala principal para permitir en ella lecturas fraccionales exactas de la mínima división. Para lograr lo anterior, una escala vernier está graduada en un número de divisiones iguales en la misma longitud que n-1 divisiones de la escala principal; ambas escalas están marcadas en la misma dirección.

Funcionamiento de un calibre.

Es un instrumento sumamente delicado y debe manipularse con habilidad, cuidado, delicadeza, con precaución de no rayarlo ni doblarlo (en especial, la colisa de profundidad). Deben evitarse especialmente las limaduras, que pueden alojarse entre sus piezas y provocar daños.

## Historia
El primer instrumento de características similares fue encontrado en un fragmento en la isla del Giglio, cerca de la costa italiana, datado en el siglo VI a. C. Aunque considerado raro, fue usado por griegos y romanos. Durante la Dinastía Han (202 a. C.-220 d. C.), también se utilizó un instrumento similar en China, hecho de bronce, hallado con una inscripción del día, mes y año en que se realizó.
Se atribuye al cosmógrafo y matemático portugués Pedro Nunes (1492-1577) —que inventó el nonio o nonius— el origen del pie de rey. También se ha llamado pie de rey al vernier porque hay quien atribuye su invento al geómetra Pierre Vernier (1580-1637), aunque lo que verdaderamente inventó fue la regla de cálculo Vernier, que ha sido confundida con el nonio inventado por Pedro Nunes. En castellano, se utiliza con frecuencia la voz nonio para definir esa escala.

## Componentes o partes

Componentes del pie de rey.

Consta de una «regla» con una escuadra en un extremo, sobre la cual se desliza otra destinada a indicar la medida en una escala. Permite apreciar longitudes de 1⁄10, 1⁄20 y 1⁄50 de milímetro utilizando el nonio. Mediante piezas especiales en la parte superior y en su extremo, permite medir dimensiones exteriores, interiores y profundidades. Puede poseer dos escalas: en la imagen, la inferior es milimétrica y la superior en pulgadas.
1. Mordazas para medidas exteriores.
2. Mordazas para medidas interiores.
3. Sonda para medida de profundidades.
4. Escala con divisiones en centímetros y milímetros.
5. Escala con divisiones en pulgadas y fracciones de pulgada.
6. Nonio para la lectura de las fracciones de milímetros en que esté dividido.
7. Nonio para la lectura de las fracciones de pulgada en que esté dividido.
8. Botón de deslizamiento y freno.

### Partes del calibrador pie de rey
Las partes fundamentales de un pie de rey, que determinan su funcionamiento, son:
La regla que sirve de soporte:
Y la corredera o parte móvil que se desliza por la regla:
Estas dos partes forman el calibre:
En todo momento la medida de exterior, interior y profundidad es la misma, al estar definida por la posición de la corredera sobre la regla, y que permite hacer la lectura de la medida en la escala de la regla y en el nonio.
Las tres formas de medida que un calibre de ajustador nos permite hacer: exterior, interior y profundidad. Con un mismo instrumento de medida:
Cuando el calibre está cerrado, su indicación es cero:
Este tipo de calibre suele llamarse calibre de ajustador y es el modelo más común de calibre.

## Número de escalas principales en calibradores vernier
La escala principal está graduada en uno o dos lados, como lo muestra la tabla 1. El calibrador vernier tipo M por lo general tiene graduaciones únicamente en el lado inferior. El tipo CM tiene graduaciones en los lados superior e inferior para medir exteriores e interiores. El tipo M, diseñado para mediciones en milímetros y pulgadas, tiene graduaciones en los lados superior e inferior, de modo que una escala está graduada en milímetros y la otra en pulgadas.
| Tipo | Número de escalas | Unidad o tipo de medición           |
| ---- | ----------------- | ----------------------------------- |
| M    | 1                 | Pulgadas y milímetros               |
| M    | 2                 | Pulgadas y milímetros               |
| CM   | 2                 | Medición de exteriores e interiores |

## Otros tipos

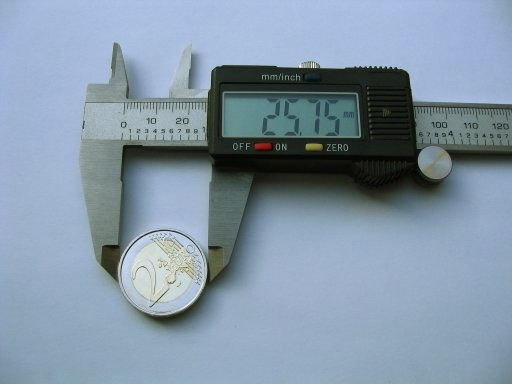
Pie de rey digital.

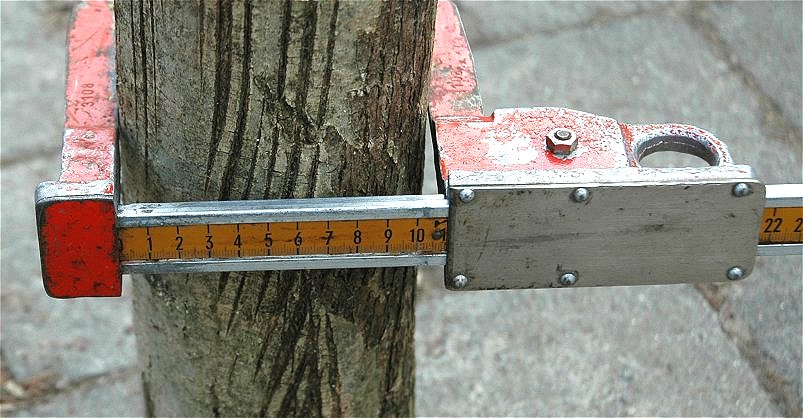
Calibre para medir troncos de árboles.

- Existen modernos calibres con lectura directa digital que son más precisos que los anteriores.

## Galería de ejemplos
En un calibre hay que tener en cuenta el rango de medida, la amplitud que puede medirse y la apreciación, que es la mínima medida que puede apreciarse en virtud de la división (precisión) de la escala del nonio.
Podemos ver, a título de ejemplo, unos calibres para ver estas características. Como referencia tomaremos un rango de medidas de 0 a 100 mm, y en función de la forma de la escala de la regla y del nonio (o escala de Vernier), se dan lugar las distintas configuraciones de calibres pie de rey:
1. Con un nonio de 10 divisiones de 9 mm de longitud total y con una apreciación de 0,1 mm, para poder medir hasta 100 mm la escala de la regla tiene que tener una extensión de 109 mm como mínimo:
(El "0" en la escala del nonio coincide con una división de la regla cuando la lectura es un número de milímetros entero, al igual que ocurre con la división indicada con el número 10)
2. Si ese mismo calibre tuviese las 10 divisiones del nonio en una longitud de 19 mm, tendría la misma apreciación de 0,1 mm, pero en una mayor extensión, necesitándose una escala de la regla de 119 mm como mínimo:
3. Si las 10 divisiones se reparten en una longitud de 29 mm, la escala de la regla tendrá que tener una longitud de 129 mm para poder medir hasta 100 mm con una apreciación de 0,1 mm:
4. Con un nonio o vernier de 20 divisiones, la apreciación es de 0,05 mm. Si el nonio tiene una longitud de 19 mm, para poder medir hasta los 100 mm la regla tiene que tener una longitud de 119 mm:
5. Si el nonio de 20 divisiones lo extendemos a 39 mm conserva la misma apreciación 0,05 mm, pero la regla tiene que medir 139 mm para poder medir hasta los 100 mm:
6. Un nonio de 40 divisiones dará lugar a una apreciación de 0,025 mm, y con una longitud de 39 mm necesita que la escala de la regla llegue hasta los 139 mm para poder medir 100 mm:
7. El nonio de 50 divisiones tiene una apreciación de 0,020 mm; con una longitud de 49 mm, la regla tendrá que medir 149 mm para poder medir hasta 100 mm:
Estas son las configuraciones más comunes de un calibre pie de rey con escala nonio o de Vernier. Normalmente no se especifica, dado que esta forma de nonio se considera la normal, pero se suele denominar escala n-1, ya que la longitud de la escala es igual a n-1, siendo n el número de divisiones.
Existe otra forma de escala nonio o vernier, no tan usual, que se denomina n+1 en la que la longitud de la escala vernier es n+1, siendo n su número de divisiones.
En los nonios o escalas vernier n+1 la escala se extiende de derecha a izquierda. Para buscar la coincidencia que indica la parte decimal, se comienza en la división de la derecha, indicada con el número 0.
Podemos ver algunos ejemplos de este tipo:
1. En este ejemplo tenemos un nonio de 10 divisiones (que, por lo tanto, da una apreciación de 0,1 mm) en una longitud de 11 mm hacia la izquierda del cero de medida. Para poder medir hasta 100 mm la escala de la regla tiene que medir 111 mm, con 11 divisiones a la izquierda del cero:
2. Un nonio de 10 divisiones, con la misma apreciación de 0,1 mm, y con una longitud de 21 mm a la izquierda del cero, necesita una regla, para medir hasta 100, de 121 mm, con 21 mm a la izquierda del cero de medida. Esta configuración, aunque pueda parecer extraña, cumple las mismas condiciones que los casos n-1:
3. Otro ejemplo de escala nonio o vernier n+1 en un calibre, es uno con 20 divisiones, con una apreciación de 0,05 mm y una longitud de 21 mm a la izquierda del cero, que necesita una regla de 121 mm para medir hasta 100 mm, con 21 mm a la izquierda del cero:
4. Si estas 20 divisiones las extendemos en 41 mm, tenemos la misma apreciación de 0,05 mm, y la regla tendrá que medir 141 mm para poder medir hasta 100 mm, con 41 mm a la izquierda del cero:
5. Una escala n+1 de 40 divisiones tiene una apreciación de 0,025 mm y el nonio o vernier tiene una longitud de 41 mm. La regla, para poder medir 100 mm, mide 141 mm en total y 41 mm a la izquierda del cero de medida:
6. Con 50 divisiones la apreciación es de 0,020 mm, y con una longitud de 51 mm la regla necesita una longitud de 151 mm para poder medir 100 mm; como en todos los casos n+1 los 51 mm están a la izquierda del cero de medida:
Las escalas nonio o de Vernier tanto si son n-1 o n+1 presentan características similares: la apreciación depende únicamente del número de divisiones, con distinta orientación de esta escala respecto a la regla.
Las escalas más comunes son las n-1, sobre todo en calibres pie de rey, pero las escalas n+1 no son descartables.

## Calibre digital
Con las nuevas tecnologías y su amplio ámbito de aplicación, es fácil entender que la electrónica digital se aplique a los instrumentos de medida, y los calibres no serían una excepción. Hay distintos modelos de calibres digitales que dependen del fabricante. Podemos ver un ejemplo de este tipo de calibre y sus características generales.
Podemos ver que en la corredera no hay una escala nonio o Vernier sino unos pulsadores y una pantalla de visualización digital que cuando se conecta la pantalla muestra los dígitos.
Con el calibre cerrado pulsando la puesta a cero el calibre se pone a cero.
Y el calibre ya está disponible para realizar mediciones.
Los calibres digitales presentan distintas opciones como: presentar la medida en milímetros, en pulgadas, bloquear la medida, conexión USB, etc.
El principal inconveniente es el alto precio que este tipo de calibres todavía presentan.